# ときわ病院 (兵庫県)
ときわ病院（ときわびょういん）は、医療法人社団関田会が兵庫県三木市志染町広野に設置する病院。

## 概要

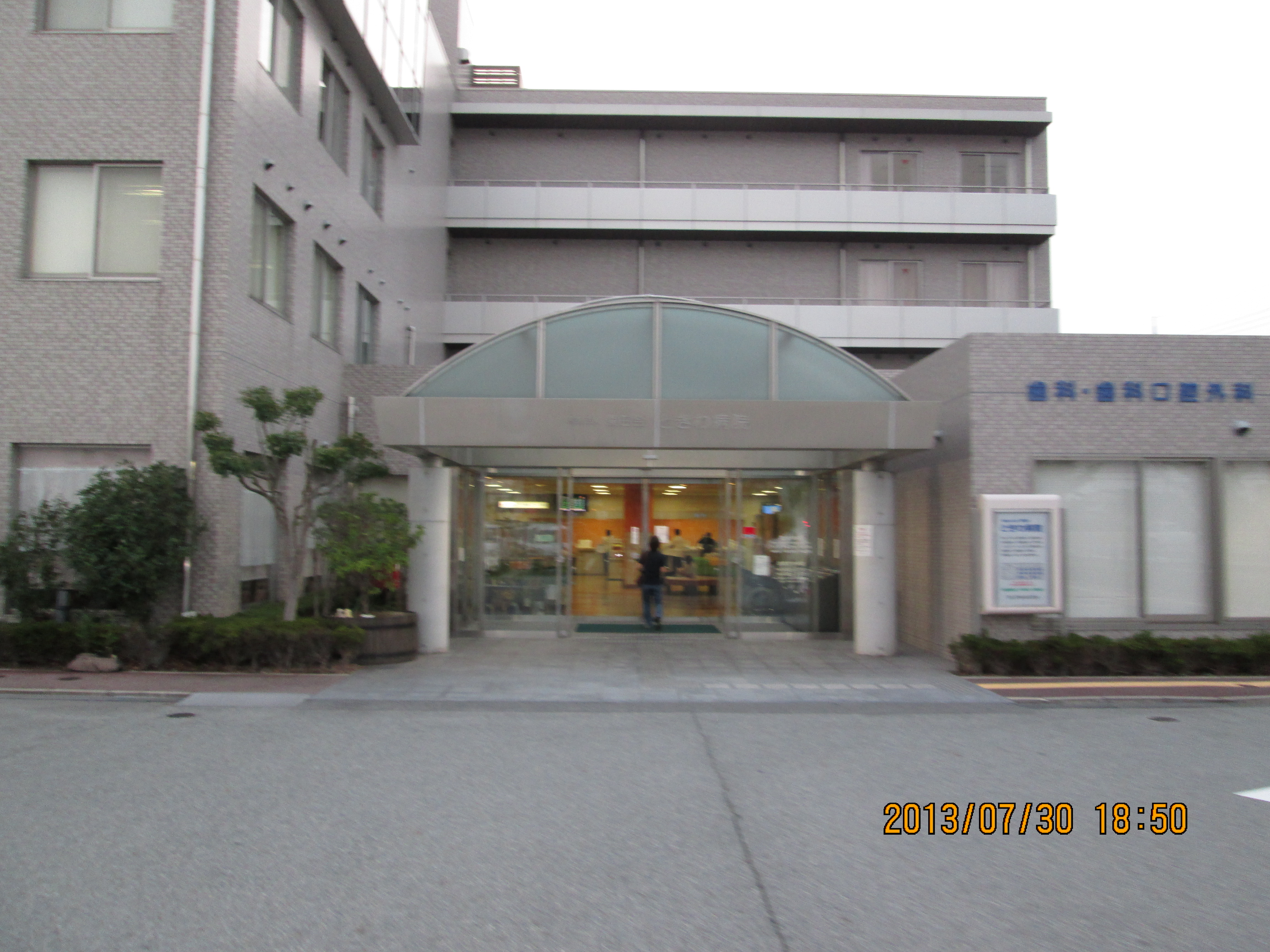
正面玄関

神戸常盤大学の連携病院で、看護学科の実習生を受け入れている。

## 診療科目
- 内科
- 外科
- 消化器外科
- 消化器内科
- 肛門外科
- 整形外科
- リハビリテーション科
- 脳神経外科
- 神経内科
- 内視鏡外科
- 乳腺外科
- 麻酔科

## 医療機関の指定・認定
（下表の出典）
| 保険医療機関                                   | 労災保険指定医療機関   |
| 身体障害者福祉法指定医の配置されている医療機関 | 生活保護法指定医療機関 |

- 救急告示病院（二次救急）[2]

## 交通アクセス
- 神戸電鉄栗生線「広野ゴルフ場前駅」より徒歩約2分[3]